# Marsh Harbour
Marsh Harbour é a principal cidade das Ilhas Ábaco e a terceira maior cidade das Bahamas. Sua população é de 5.314 habitantes.